# 麥吉 (密蘇里州)
麥吉（英語：McGee）是位於美國密蘇里州韋恩縣的非建制地區。

## 歷史
麥吉的郵局自1906年營運至今。

## 地理
麥吉所處的海拔為高於海平面119米（即390英呎），而該地所採用的時區為UTC-6，即北美中部時區（CST）。同時該地設有夏令時間，為UTC-6調快一小時，即UTC-5（CDT）。